# Metàtesi (lingüística)
Una metàtesi (del grec μετάθεσις, transliterat estrictament com metàthesis, "transposició") és un fenomen fonètic que consisteix en un canvi d'ordre de dos o més sons en l'interior d'una paraula. Concretament, és un metaplasme que consisteix en el canvi de lloc dels sons dins de la paraula, atrets o repel·lits uns pels altres. Poden ser dos els sons que intercanvien el seu lloc, i llavors se sol parlar de metàtesi recíproca (carabela <> calavera), o bé pot ser únic el so que canviï de lloc en el si de la paraula, anomenant-se llavors el fenomen metàtesi senzilla o simple (viuda > vídua). Els sons que fan la metàtesi poden ser contigus, tractant-se llavors d'una metàtesi de contacte com passa a ganivet > gavinet, òliba > òbila, àguila > àliga; o bé poden estar separats, originant una metàtesi a distància (carabela <> calavera). Existeixen altres tipus de metaplasme a banda de la metàtesi, consistents en la substitució d'un fonema per un altre, per exemple: aia > iaia. Cal remarcar que no s'ha de confondre amb la haplologia, que és la supressió d'una síl·laba que en té al costat una de semblant dins de la mateixa paraula (idolatria en lloc de idololatria).

## Exemples
- Amb totes dues formes acceptades pel diccionari:
  - AQVILAM > àguila > àliga, aguilot > aligot
  - CICCVM > xic > xicalla > quitxalla
  - EQVAM > egua > euga
  - UWWILO (gòtic) > òliba > òbila

- El diccionari només accepta la forma metatètica (la que apareix en segon lloc):
  - BOREAS > bòria > boira; la forma no metatètica bòria es conserva a l'Alguer, en alguns llocs de l'occidental) i, com a catalanisme de substrat, en el dialecte murcià.
  - ESTIS > (tu) est > (tu) ets; est s'emprava en el català medieval).
  - FRVMENTVM > froment > forment; forment prové del llatí; en canvi, el seu sinònim blat, el mot que ha arribat als nostres dies, prové segurament del cèltic; de forment en deriven Formentor i Formentera; froment es feia servir a l'edat mitjana.
  - TEMPERARE > temprar > trempar; temprar s'usava a l'edat mitjana.

- El diccionari només accepta la forma no metatètica (la que apareix en primer lloc):
  - GNIFF(et) (germànic) > ganivet > gavinet; la forma metatètica gavinet és àmpliament usada en tot el territori a partir del segle xv (o abans), ja que apareix a les Regles d'esquivar vocables o mots grossers o pagesívols.
  - PAVPEREM > pobre > probe
  - PIPEROTVM > pebrot > prebot

- Metàtesis d'abast dialectal (cap no apareix al diccionari):
  - aigua > àui[g]a, al valencià.
  - aire > arie, a l'Alguer i en alguns llocs de l'occidental.
  - ensaïmada (de saïm) > ensiamada, a Catalunya.
  - espeternegar (de espernegar i, aquest, de perna) > espernetegar.
  - fàbrica > fràbica, antigament en el català central.
  - fadrí > fradí, a Mallorca.
  - llonganissa (de llong) > llangonissa, al tarragoní.
  - padrí > pradí, a Mallorca.

- Metàtesis produïdes en el pas del llatí clàssic al vulgar:
  - AREAM > *AERA > era (substantiu)
  - FABRICAM > *FARBICA > farga (1)
  - FERIAM > *FEIRA > fira
  - PERSICVM > *PRESICVS > préssec
  - PHASIANVM > *FAISANV > faisà

i la terminació -ARIVM > -airu > -er (2):
- - FERRARIVM > FERRAIRV > ferrer

- Metàtesis per castellanisme o italianisme:
  - CROCODILLVS > *COCODRILLVS > cocodril; només en castellà ('cocodrilo') i italià ('coccodrillo') (i en català, per castellanisme o italianisme) s'ha esdevingut aquesta metàtesi (francès, crocodile; anglès, crocodile; alemany, Krokodil; romanès 'crocodil', galaicoportuguès, 'crocodilo', etc.

(1) Antigament degueren conviure la forma metatètica *FARBICA, que dona farga, i la primitiva FABRICA, que dona forja (FABRICA > faurica > forja)
(2) Aquesta metàtesi no es donà en occità: -ARIVM > -airu > -aire. Molts occitanismes del català presenten aquesta terminació; firaire, manxaire, paraire, trinxeraire, xarraire, etc.

Metàtesis en altres llengües:
- Francès:
  - FORMATICVM > fromage (en canvi, en català, formatge, en italià, formaggio).